# Pont du Diable (Martorell)
Pour les articles homonymes, voir Pont du Diable.
Le Pont du Diable ((ca) Pont del Diable, (es) Puente del Diablo) est un pont construit en Espagne, situé dans la commune catalane de Martorell, pour le franchissement de la rivière Llobregat. L'édifice actuel est une reconstruction réalisée en 1963 d'un pont gothique de 1289, sur une base romaine.

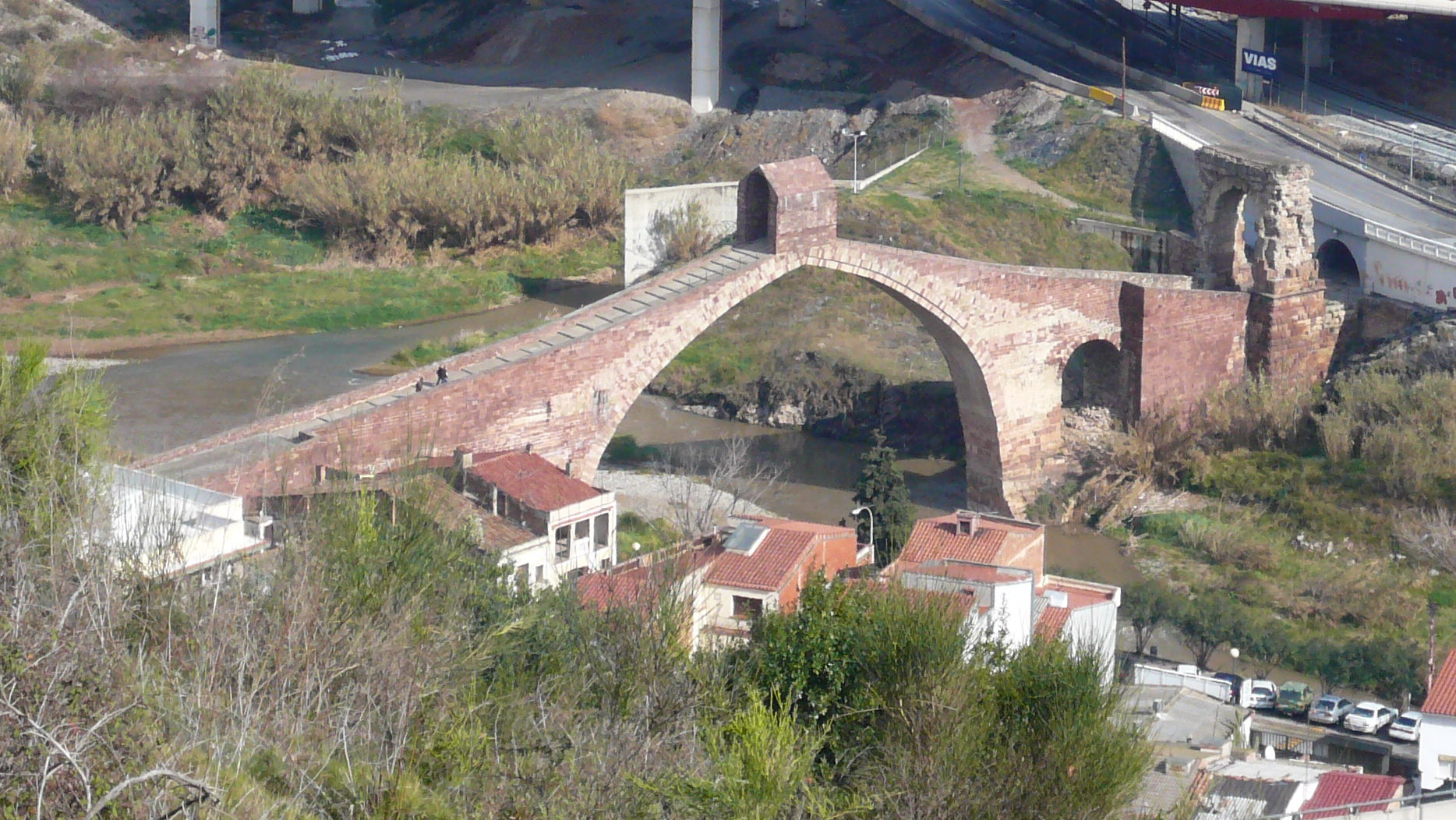
Le Pont du Diable vu depuis la Sierra de las Torretas

## Histoire
Le Pont du Diable fut construit par les romains pour la Via Augusta allant de Barcelone (Barcino) à Tarragone (Tarraco). Il était conçu pour la circulation de chars à bœufs, avec une chaussée large et pratiquement horizontale, comme on peut le voir aux extrémités, et avec une pile au milieu du lit de la rivière. De la construction romaine subsistent des piles du pont et un arc de triomphe à l'entrée est.
Le pont fut détruit par la rivière qui emporta la pile centrale. Sous la direction de Bernat Sellés, il a été reconstruit  avec un seul arc en 1289, pour éviter l'effet des crues. Le nouveau profil et la largeur plus réduite ne permettaient plus la circulation de véhicules, mais autorisaient le transport par des bêtes de somme, très utilisées au Moyen Âge.
L'arche principale, d'une portée de 37,3 m et d'une hauteur de 21 m, supporte à son sommet une chapelle. L'arche secondaire a une portée de 19,1 m.
Le pont fut restauré en 1768 par l'ingénieur militaire Juan Martín Cermeño.
L'arche centrale du pont, détruite en janvier 1939 par l'armée républicaine battant en retraite, a été reconstruite à l'identique en 1963.

## Galerie

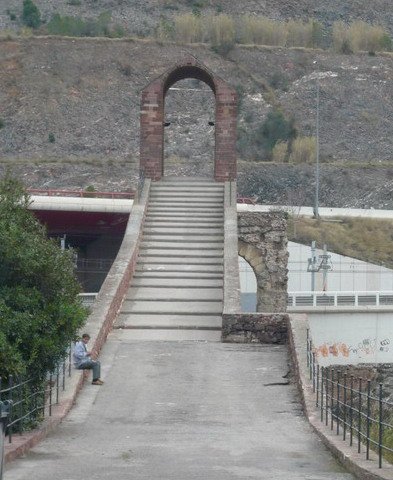
Vue dans l'axe.
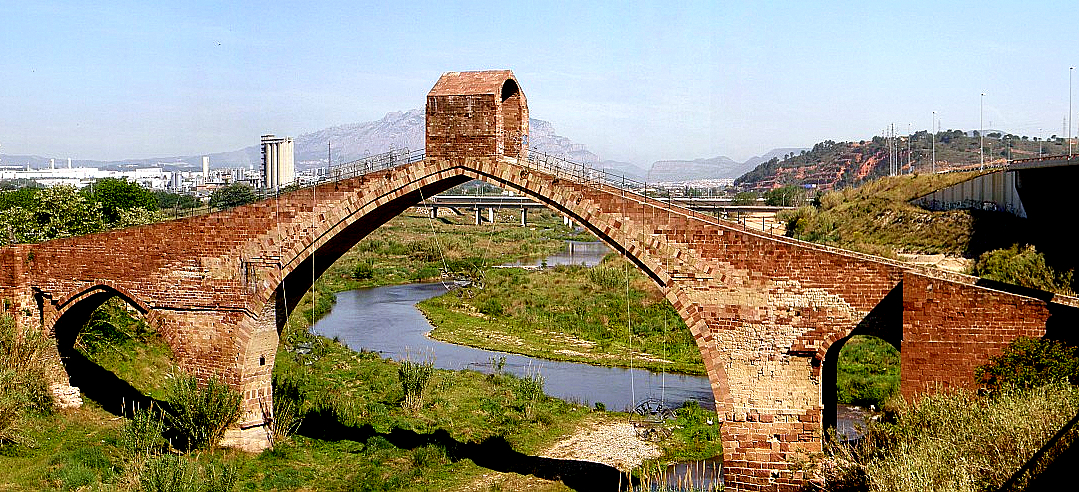
Vue de face.
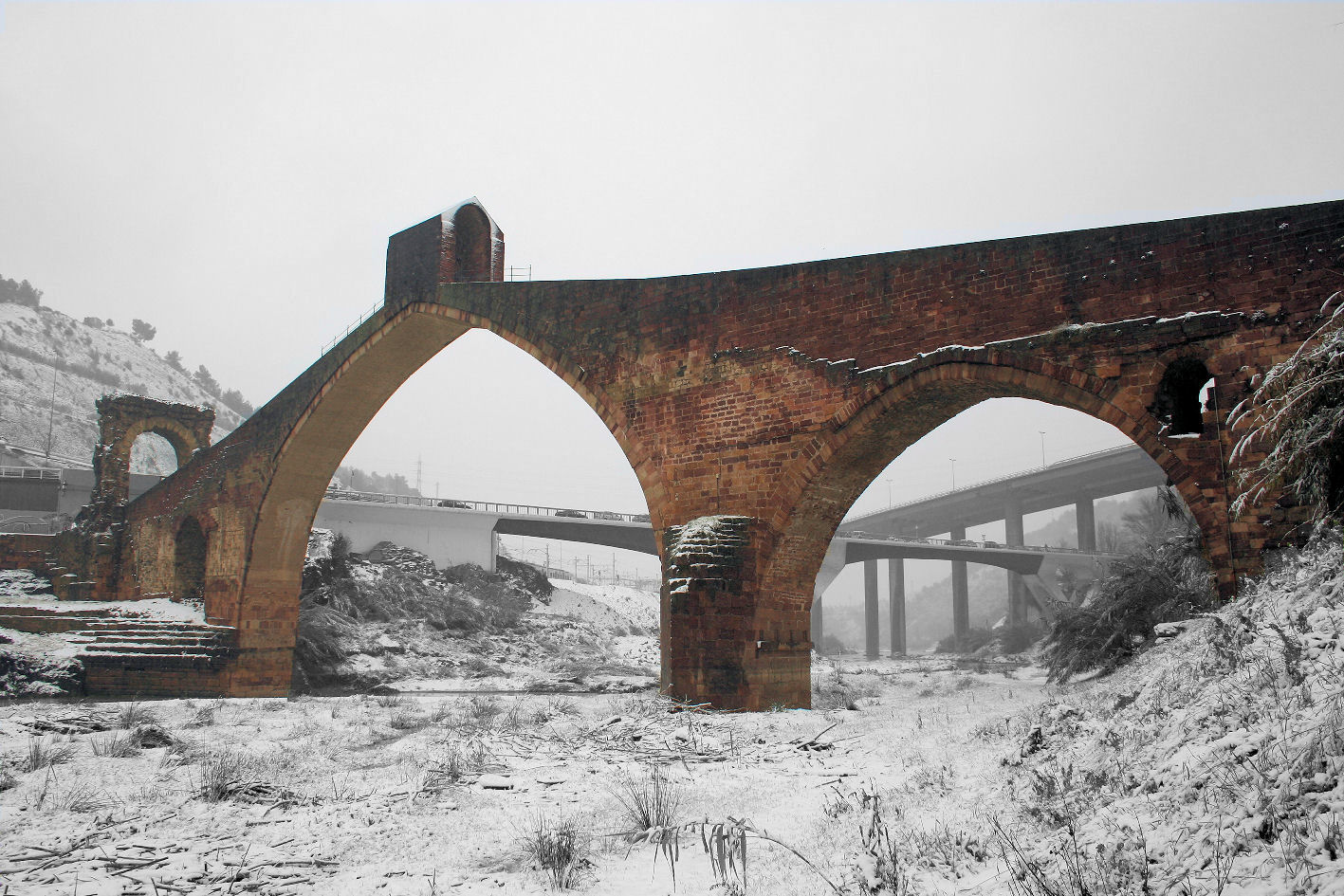
Vue en hiver.
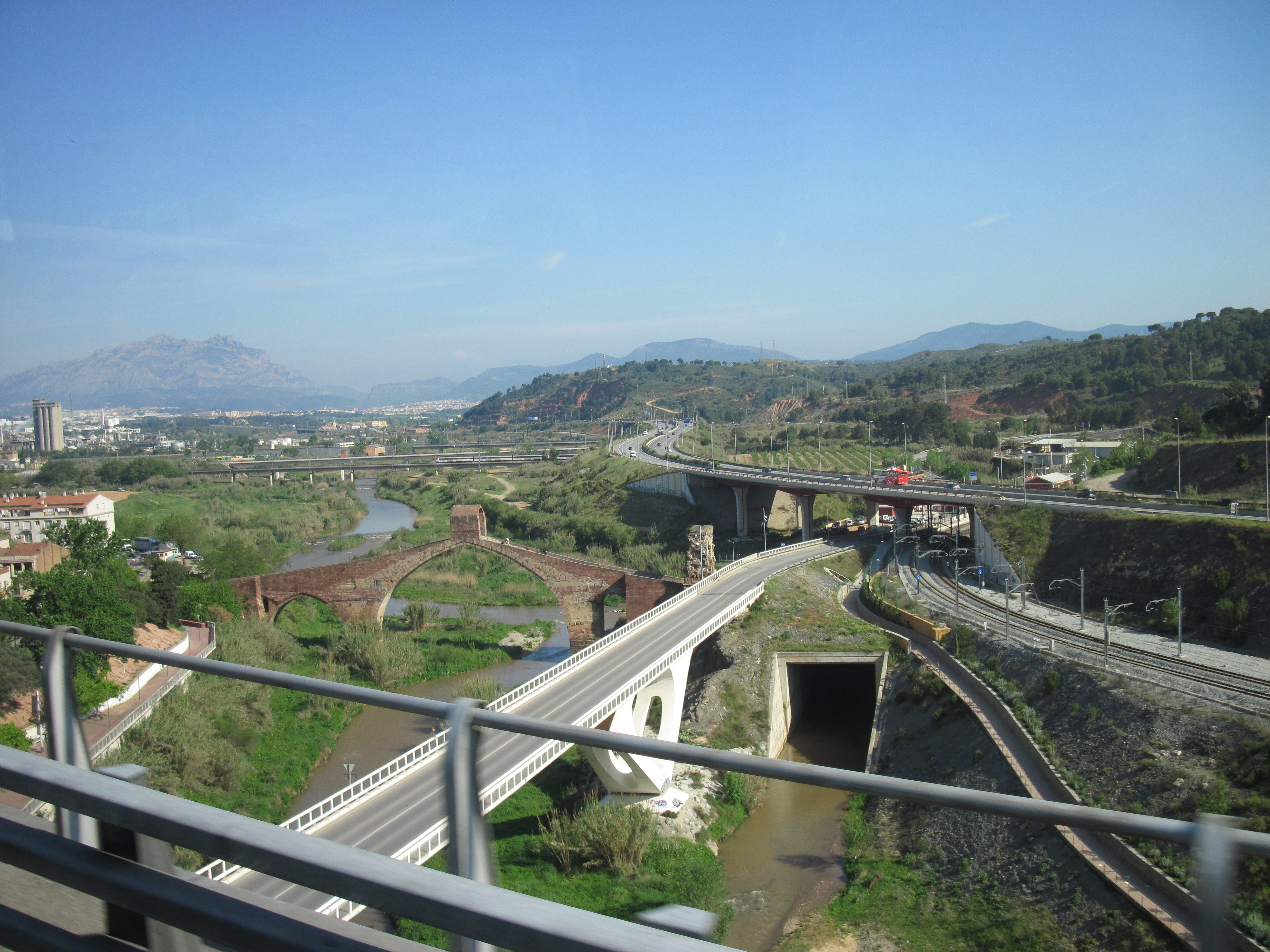
Pont au milieu des voies modernes...